# Famille von Kamptz
La famille von Kamptz est une ancienne famille noble originaire du Mecklembourg. La famille, dont certaines branches existent encore aujourd'hui, appartenait à l'ancienne noblesse du comté de Schwerin et est parvenue plus tard à la possession et à la renommée en Poméranie, en Saxe, en Silésie et en Nouvelle-Marche. Il existe des liens de parenté avec une lignée qui a obtenu une légitimation de noblesse prussienne au XIXe siècle.

## Histoire

### Origine

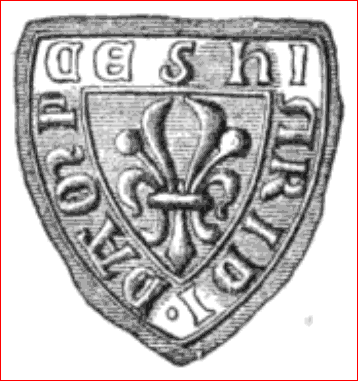
Sceau de Hinrik Kampzen (Heinrich von Kamptz) sur un document daté du 7 juin 1356 à l'occasion d'un accord de paix par ses seigneurs féodaux, les princes de Werle (notamment Bernhard de Werle) avec les ducs de Mecklembourg Albert et Jean.

La famille est mentionnée pour la première fois dans un document avec dominus Tessemarus de Campitz le 17 septembre 1286 à Rostock. Dans le document, Henri, prince de Werle, confirme pour lui-même et au nom des princes de Rostock (de) l'exemption du droit de transit à Marlow qui a déjà été accordée à l'abbaye de Neuenkamp par son oncle, le prince Borwin de Rostock. Tessemarus y est cité comme témoin. La lignée ininterrompue de la famille commence avec Heinrich von Kamptz, conseiller et vassal du prince Bernard von Werle, qui apparaît dans des documents de 1353 à 1359.
La maison ancestrale du même nom se trouve dans l'ancien comté de Schwerin. Mais la localité n'est déjà plus en possession de la famille lors de sa première apparition à la fin du XIIIe siècle. Surtout dans les premiers jours, l'orthographe du nom change souvent de Kamptz, Kampz, Kampzen, Kamzen, Camzen, Campz et Campzow.

### Expansion et branches
Dès le début du 14e siècle, la famille se divise en deux lignées principales, dont la plus ancienne s'éteint au cours de la seconde moitié du XIVe siècle. La ligne principale plus jeune se divise également en deux lignées au milieu du XVIIe siècle, avec les branches de Dratow et Deven (aujourd'hui partie de Groß Plasten).
Une branche est arrivée dans l'Odenwald au milieu du XVIIe siècle. En 1643, Hans Joachim von Kamptz épouse Anna Maria Bibiana von Rodenstein (de), héritière et dernière porteuse du nom de cette ancienne famille. Après son mariage, Hans Joachim devient membre de la chevalerie impériale dans le canton de chevalerie d'Odenwald (de) du cercle de chevalerie de Franconie. Son petit-fils Johann Raab von Haxthausen (de) (1665–1713) est général-Feldzeugmeister et lieutenant-maréchal impérial.
Hans von Kamptz, un arrière-petit-fils de l'ancêtre Heinrich von Kamptz, apparaît dans des documents en 1444 et 1474 comme seigneur de Dratow et Langwitz (aujourd'hui quartier de Schwinkendorf). Le petit-fils de ce dernier, Jürgen von Kamptz, est mort en 1574 en tant que seigneur de Dratow et Karnitz (aujourd'hui quartier de Neukalen). Il est marié deux fois, en premier mariage avec une fille de la famille noble von Wotzenitz de la branche de Karnitz et en second mariage avec Anna von Buggenhagen (de). Son petit-fils Eggerd von Kamptz, fils de Hans von Kamptz (né en 1541) et de sa femme Elisabeth von Horn (de), est l'ancêtre des deux lignées de la famille. Eggert meurt en 1607 en tant que seigneur de Deven et Klein-Plasten (aujourd'hui partie de Groß Plasten) et laissa de son mariage avec Marie Erdmuthe von Blixen ses deux fils Philipp Ernst et Christoph Altwig.

#### Première lignée
Philipp Ernst von Kamptz (1604-1671), seigneur de Klein Plasten, épouse Margarethe von Wakenitz (de) et fonde la première lignée. Christoph Albrecht von Kamptz (1712–1765), son descendant à la troisième génération, devient député de la chevalerie et est seigneur de Groß et Klein Dratow, Groß et Klein Plasten, Rockow, Eichhof et Schwasdorf dans le Mecklembourg. En 1739, il épouse Sophie Charlotte von Schuckmann (1719-1778). Leurs fils Christoph Albrecht, Joachim Friedrich et Gustav Ernst divisent la première lignée en trois autres branches.

##### Première branche
Le fondateur de la première branche, Christoph Albrecht von Kamptz (1741–1816), seigneur de Groß und Klein Dratow, Sophienhof, Alt et Neu Sapshagen (aujourd'hui quartiers de Klocksin), est chambellan ducal de Mecklenburg-Strelitz, ministre et président de la chambre. Ses fils Karl Christoph Albert et Bernhard Joachim Ulrich sont issus de son mariage avec Louise Friederike Amalie von Dorne (1751-1800) en 1767. Les deux fils sont les fondateurs des deux branches de la première branche.
Karl Christoph Albert von Kamptz (1769–1849), fils du fondateur de la première branche, meurt en 1849 en tant que ministre d'État et de la Justice royal prussien et chevalier de l'ordre de l'Aigle noir. De son mariage en 1802 avec Hedwig Susanne Luzie von Bülow (1783-1847), il laisse derrière lui deux fils et une fille. Ludwig von Kamptz (1810-1884), le plus jeune fils du couple, décède en 1884 en tant que haut conseiller royal royal prussien et président du district d'Erfurt, doyen du chapitre de la cathédrale de Naumbourg (de), chevalier d'honneur de l'ordre de Saint-Jean et député de la chambre des seigneurs de Prusse.
Bernhard Joachim Ulrich von Kamptz (né en 1781), le fondateur de la deuxième branche, décède en 1855 en tant que chambellan grand-ducal Mecklembourg-Strelitz, grand sénéchal et chevalier d'honneur de l'ordre de Saint-Jean. Son fils Karl Ludwig Georg von Kamptz (de) (1808–1870) devient conseiller privé royal prussien et ministre plénipotentiaire à Hambourg. En 1842, il épouse sa seconde épouse, Helene baronne von Schleinitz (de). Leur fille Louise Bernhardine Karoline von Kamptz (née en 1841) est l'épouse de Carl Wilhelm von Zehender (de) (1819-1916), médecin-chef et professeur à l'Université de Rostock.

##### Seconde branche
Le fondateur de la deuxième branche de la première lignée, Joachim Friedrich von Kamptz (né en 1742), seigneur de Stadthof dans l'arrondissement de Friedeberg-en-Nouvelle-Marche et plus tard de Rahnisdorf et Buckau dans l'arrondissement de Schweinitz, est mort en 1809 en tant que capitaine ducal de Mecklembourg-Schwerin. Les trois fils issus de son mariage en 1772 avec Henriette Tugendreich Christiane baronne von Rechenberg de la branche de Schönberg (1749-1807) Karl Heinrich Albert, Hans Wolf et Friedrich August divisent la deuxième branche en trois branches.
Karl Heinrich Albert von Kamptz (né en 1773), le fondateur de la première branche, décède en 1825 en tant que conseiller fiscal royal prussien, inspecteur en chef des douanes à Naumbourg et major. Il épouse Louise Karoline Albertine von Kamptz en 1804 et peut continuer la branche avec trois fils. Son fils Friedrich Adolf von Kamptz (né en 1806) décède en 1888 en tant que conseiller du tribunal royal prussien de la ville et du district de Görlitz et son jeune frère Kurt Karl von Kamptz (né en 1814) décède en 1877 en tant que conseiller supérieur du gouvernement royal prussien et chargé de cours au ministère de l'Agriculture, des Domaines et des Forêts ainsi que membre du Tribunal administratif supérieur.
Hans Wolf von Kamptz (1763-1831), le fondateur de la deuxième branche, devient major prussien au 8e régiment de grenadiers. De son mariage en 1817 avec Antoinette von Oertzen (1799-1863), il laisse un fils et une fille.
Gustav Ernst von Kamptz (de) (1763-1823), le fondateur de la troisième branche, est seigneur de Klein Plasten (jusqu'en 1785), Rockow et Eickhof (jusqu'en 1789). Il meurt en 1823 en tant que chambellan ducal de Mecklembourg-Strelitz, sénéchal et capitaine en chef de Mirow. Son fils Georg Eduard Magnus von Kamptz (1791-1854) est issu de son mariage en 1787 avec Sophie Elenore Elisabeth von Holstein (1768-1839), dame d'honneur de la princesse Christiane de Mecklembourg-Strelitz. Georg Eduard Magnus, seigneur de Zöbelwitz, Kuschwitz, Baesau (jusqu'en 1848) et Schlatzmann dans l'arrondissement de Freystadt-en-Basse-Silésie et major du Grand-duché de Mecklembourg-Strelitz, épouse Hedwig von Zülow (de) en 1812 et peut continuer la branche avec six fils et quatre filles. Quatre fils servent comme officiers dans l'armée prussienne. Le plus jeune fils Wilhelm Mathias Adolf von Kamptz (né en 1831) est mort en 1893 en tant que colonel prussien et est finalement commandant du district de la Landwehr de Sondershausen. Son frère aîné Ludwig Karl Adolf von Kamptz (1820-1890) est major impérial et royal et sert au 6e régiment de dragons.

#### Deuxième lignée
Christoph Altwig von Kamptz (mort en 1688), seigneur de Deven und Plasten, épouse vers 1645 Agathe Margarethe von Platen de la branche de Granskewitz et fonde la deuxième lignée. Eggart Christoph von Kamptz (1667-1738), le fils du couple, seigneur de Devern, laisse un fils Joachim Ernst von Kamptz (1717-1780) de son mariage avec Margarethe Dorothea von Bohlen (1671-1730) en 1704. Son fils August Ernst von Kamptz (né en 1757) meurt en 1817 en tant que général de division prussien et commandant de la forteresse de Cosel.
Wilhelm Adolf Ernst von Kamptz (1807–1889), fils unique d'August Ernst issu de son deuxième mariage en 1798 avec Karoline Juliane de l'Homme de Courbière (1775-1843), décède en tant que général de division prussien. Plus récemment, il sert comme colonel et commandant du 8e régiments d'artillerie de forteresse. Sa première épouse Luitgarde Hulda Ferdínande Henriette de l'Homme de Courbière (née en 1820), qu'il épousz en 1838, meurt en 1844. Il épouse Johanne Ernestine von Velten (née en 1825), sa seconde épouse, en 1846. Le couple a quatre fils et trois filles. Parmi les filles, Luitgarde Margarethe Karoline von Kamptz (née en 1844) devient chef de la maison des diaconesses de Francfort-sur-le-Main. Son Oltwig Wilhelm Adolf von Kamptz (1857–1921) est un général de division et commandant de la troupe de protection du Cameroun.

### Possessions
La famille siège déjà dans le Mecklembourg à partir de 1404 à Gross et Klein Dratow, à Gutow à partir de 1406, à Lanckwitz et Rambow à partir de 1444 ainsi qu'à Groß et Kleinplasten à partir de 1450. Au cours des XVIe, XVIIe et XVIIIe siècles, Dratow et Sophienhof viennent s'y ajouter .
Le siège ancestral en Poméranie est Pentin (aujourd'hui quartier de Gützkow) près de Greifswald, un domaine qui appartient encore à la famille en 1640. Au milieu du XIXe siècle, la famille possède également en Prusse Schlatzmann dans l'arrondissement de Glogau et Nieder Hapersdorf dans l'arrondissement de Goldberg.

### Association familiale
Une association familiale est créée le 1er novembre 1900.

## Lignée anoblie
August (né en 1811), le fils naturel du major prussien August von Kamptz (1783-1847), en tant que lieutenant-colonel prussien, et Wilhelmine Melan de Friedeberg-en-Nouvelle-Marche, reçoit le 8 juillet 1822 à Berlin, avec l'apposition du nom et des armoiries de son père, une légitimation de noblesse prussienne

## Armes

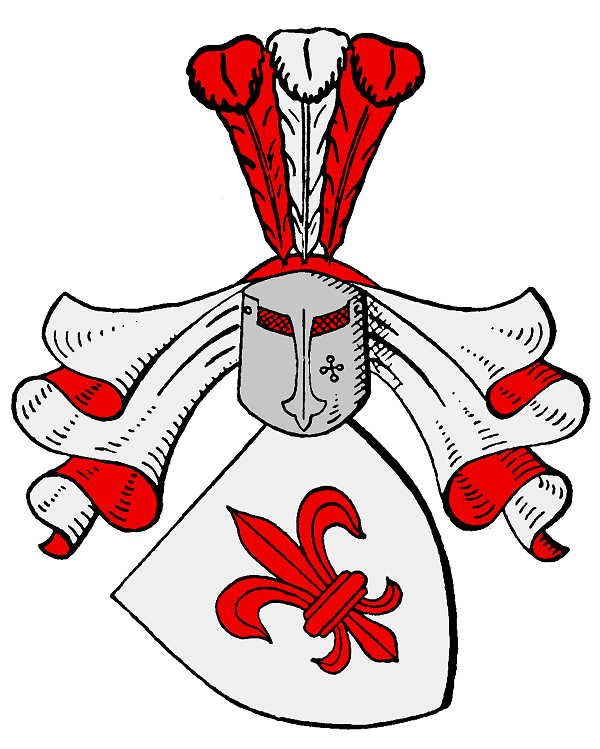
Armoiries de la famille von Kamptz

### Armoiries familiales
Les armoiries représentent une fleur de lys rouge en argent. Sur le casque aux lambrequins rouge et argent, trois plumes d'autruche (rouge, argent et rouge).
Après 1616, le cimier ("en souvenir de la mésaventure de 1550") semble avoir changé la couleur de la plume blanche ou argentée en noir.

### Légende des armoiries
Selon une tradition, un duc Jean de Mecklembourg serait allé à Paris pour étudier la théologie. Il y fait la connaissance du comte de Marseille et du prince de Chypre ainsi que d'un comte d'Henneberg. Les jeunes gens concluent une étroite alliance d'amitié. Pour la resserrer, Jean promet aux deux premiers ses deux sœurs comme épouses et lui-même se fiance à la sœur d'Henneberg. Au bout d'un an seulement, le comte de Marseille est assassiné par son frère et sa femme capturée. Un chevalier de son époux, nommé de Champs, la libère de sa geôle et la ramène dans le Mecklembourg. Par reconnaissance, son frère Jean la donne pour épouse au Français, qui change son nom de Champs en Kamptz et place la fleur de lys dans son écusson en souvenir de sa patrie.

## Personnalités
- Adolf Friedrich von Kamptz (mort après 1838), général de division allemand
- August Ernst von Kamptz (de) (1757-1817), général de division prussien
- Carl Albert von Kamptz (de) (1808–1870), diplomate prussien et avocat administratif
- Edith Meyer von Kamptz (de) (1884-1969), peintre et sculpteur allemand
- Friedrich von Kamptz (1843-1912), lieutenant général prussien
- Fritz von Kamptz (de) (1866-1938), portraitiste et paysagiste impressionniste allemand
- Gustav Ernst von Kamptz (de) (1763–1823), avocat administratif allemand, botaniste et entomologiste
- Jürgen von Kamptz (de) (1891–1954), Obergruppenfuhrer SS allemand et général de police
- Karl Albert von Kamptz (1769–1849), avocat allemand et ministre d'État et de la Justice prussien
- Ludwig von Kamptz (1810-1884), président du district de Köslin et du district d'Erfurt
- Oltwig von Kamptz (1857-1921), officier allemand et commandant des Troupes de protection au Cameroun
- Wilhelm von Kamptz (de) (1807-1889), général de division prussien